# Herbert Jordan
Herbert Jordan (* 8. Dezember 1919 in Markneukirchen; † 8. April 1991 in Pulsnitz) war ein deutscher Internist und Balneologe.

## Leben
Jordan besuchte ab Ostern 1933 die humanistischen Fürstenschule in Grimma. Sein 1939 begonnenes Studium der Medizin an der Universität Leipzig, später an der Universität Halle, wurde im Zweiten Weltkrieg durch militärische Einsätze im Sanitätsdienst unterbrochen.
Am 20. Oktober 1942 legte er in Halle bei Emil Abderhalden, Wilhelm Kast, Arno Nagel, Gotthilft von Studnitz, Wilhelm Troll und Karl Ziegler die ärztliche Vorprüfung ab. 1945 erhielt Jordan die Notapprobation und wurde mit der Dissertation Die Xanthoproteinreaktion bei chronischer Polyarthritis: Unter Berücksichtigung von Krankheitsberichten der Medizinischen Universitätsklinik Halle/Saale und des städtischen Hilfskrankenhauses I zu Halle/Saale promoviert.
Jordan habilitierte sich 1960, arbeitete als Facharzt für innere Krankheiten, war außerordentlicher Professor und wirkte an der kardiologisch-balneologischen Forschungsstelle des Volksheilbads Bad Elster.
Von 1960 bis 1985 war Jordan Leiter des Instituts für Balneologie in Bad Elster. Ab 1974 war er ordentliches Mitglied der Sächsischen Akademie der Wissenschaften.
Mehr als 300 wissenschaftliche Arbeiten, mindestens 150 Vorträge auf Tagungen, die Organisation wissenschaftlicher Konferenzen mit Teilnehmern aus Ost und West, die Herausgabe zweier Fachzeitschriften und die Betreuung von 40 Doktoranden umreißen seine Tätigkeit. Jordan war überzeugt, dass „Qualität ... niemals Zufall, sondern Ergebnis weitblickender Anstrengungen“ ist. Hoher wissenschaftlicher Anspruch und menschliche Wärme prägten seine Arbeit.
Aus Anlass des 70. Geburtstages wurde Herbert Jordan als der „Nestor einer wissenschaftlichen Kurorttherapie“ gewürdigt. Der Lehrauftrag an der Universität Leipzig sowie eine Professur in Jena konnten ihn nicht von seinem Institut „weglocken“.
Rückblickend gilt Herbert Jordan bei Fachleuten als einer der wichtigsten Wegbereiter der ganzheitlich gesehenen Rehabilitationstherapie.
Die Arbeit Jordans steht, zusammen mit der Arbeit Paul Koehlers (1864–1940), im Mittelpunkt des Bademuseums Bad Elster.
Herbert Jordan verstarb 1991 mit 71 Jahren in Pulsnitz.

## Ehrungen
- 1991: Ehrenbürger von Bad Elster.
- Nach ihm ist die Prof.-Herbert-Jordan-Straße in Bad Elster benannt.

## Schriften
- Die Xanthoproteinreaktion bei chronischer Polyarthritis: Unter Berücksichtigung von Krankheitsberichten der Medizinischen Universitätsklinik Halle/Saale und des städtischen Hilfskrankenhauses I zu Halle/Saale. Dissertation, Martin-Luther-Universität Halle-Wittenberg, 1945.
- Kurzzeitliche Schwankungen in der Herzperiodendauer des Menschen. Habilitationsschrift, Martin-Luther-Universität Halle-Wittenberg, 1960.
- Grundriss der Balneologie und Balneobioklimatologie: Für Studierende und Ärzte. Thieme Verlag, Leipzig 1964.
- Kurorttherapie. Fischer Verlag, Jena 1975.
- Zum strategischen und taktischen Handlungsspielraum der Physiotherapie. Akademie Verlag, Berlin 1989.